# Cristian Franco
Cristian Damián Franco da Cruz (Montevideo, 1º maggio 1999) è un calciatore uruguaiano, attaccante dei Montevideo Wanderers.

## Carriera
Franco è cresciuto nelle giovanili di Danubio e Racing Montevideo. Rimasto svincolato, nel 2021 ha firmato con il Canadian e l'anno seguente è approdato al Cerro Largo in Primera División. Ha debuttato nella prima divisione uruguaiana il 25 febbraio nell'incontro perso 3-0 contro il Boston River e l'11 ottobre ha segnato il suo primo gol nel successo casalingo per 2-1 contro il Rentistas. Nel 2023 è sceso in Segunda División con l'Albion dove ha realizzato 9 reti in 28 incontri.
Nel gennaio del 2024 ha fatto ritorno al Danubio.

## Statistiche

### Presenze e reti nei club
Statistiche aggiornate al 3 maggio 2024.
| Stagione        | Squadra         | Campionato      | Campionato | Campionato | Coppe nazionali | Coppe nazionali | Coppe nazionali | Coppe continentali | Coppe continentali | Coppe continentali | Altre coppe | Altre coppe | Altre coppe | Totale | Totale | Totale |
| Stagione        | Squadra         | Comp            | Pres       | Reti       | Comp            | Pres            | Reti            | Comp               | Pres               | Reti               | Comp        | Pres        | Reti        | Pres   | Reti   |        |
| --------------- | --------------- | --------------- | ---------- | ---------- | --------------- | --------------- | --------------- | ------------------ | ------------------ | ------------------ | ----------- | ----------- | ----------- | ------ | ------ | ------ |
| 2022            | Cerro Largo     | PD              | 7          | 1          | CU              | 2               | 0               |                    | -                  | -                  |             | -           | -           | 9      | 1      |        |
| 2023            | Albion          | SD              | 28         | 9          | CU              | 0               | 0               |                    | -                  | -                  |             | -           | -           | 28     | 9      |        |
| 2024            | Danubio         | PD              | 3          | 0          | CU              | 1               | 0               | CS                 | 0                  | 0                  |             | -           | -           | 3      | 0      |        |
| Totale carriera | Totale carriera | Totale carriera | 38         | 10         |                 | 2               | 0               |                    | 0                  | 0                  |             | -           | -           | 40     | 10     |        |